# Cavalier (Dakota del Norte)
Cavalier es una ciudad ubicada en el condado de Pembina en el estado estadounidense de Dakota del Norte. En el censo de 2010 tenía una población de 1302 habitantes y una densidad poblacional de 614,55 personas por km².

## Geografía
Cavalier se encuentra ubicada en las coordenadas 48°47′41″N 97°37′24″O / 48.79472, -97.62333. Según la Oficina del Censo de los Estados Unidos, Cavalier tiene una superficie total de 2.12 km², de la cual 2.12 km² corresponden a tierra firme y (0%) 0 km² es agua.

## Demografía
Según el censo de 2010, había 1302 personas residiendo en Cavalier. La densidad de población era de 614,55 hab./km². De los 1302 habitantes, Cavalier estaba compuesto por el 95.39% blancos, el 0% eran afroamericanos, el 2.15% eran amerindios, el 0.15% eran asiáticos, el 0.15% eran isleños del Pacífico, el 0.23% eran de otras razas y el 1.92% pertenecían a dos o más razas. Del total de la población el 2.69% eran hispanos o latinos de cualquier raza.